# Hammelburger Vertrag
Der Hammelburger Vertrag ist ein 1530 in Hammelburg geschlossener Vertrag zwischen dem Erfurter Stadtrat und dem Erzbischof von Mainz. Er gilt als der erste Vertrag im Heiligen Römischen Reich, der ein Zusammenleben von Katholiken und Protestanten in einem Territorium regelt.

## Vorgeschichte
Die Reformation hatte in der dem Erzstift Mainz gehörenden Stadt Erfurt bereits sehr früh Fuß gefasst. Begünstigt durch die humanistisch geprägte Universität und zahlreiche Druckereien wurde von hier aus gleich nach dem Bruch Martin Luthers mit der römischen Kirche 1520 die neue Lehre verbreitet. 1521 predigte Luther in der Augustinerkirche, 1522 in der Kaufmannskirche. 1525/26 waren schließlich sämtliche altgläubigen Geistlichen aus der Stadt vertrieben worden und der katholische Ritus wurde nicht mehr praktiziert. 
Daraufhin forderte der Mainzer Erzbischof Albrecht von Brandenburg die Wiederherstellung aller seiner Rechte. Der Schwäbische Bund, der 1525 den Bauernaufstand niedergeschlagen hatte, stand auf seiner Seite und drohte mit Gewalt. Die Sache zog sich hin, bis schließlich auf neutralem Boden, in der zum Hochstift Fulda gehörenden Stadt Hammelburg, ein Kompromiss ausgehandelt wurde.

## Vertragsinhalt
Es wurde vereinbart, dass der Stadtrat weiterhin dem Landesherrn huldigen und die Treue schwören musste. Die beiden Stiftskirchen Dom und Severi sowie das Peterskloster waren dem katholischen Ritus zurückzugeben und sollten unmittelbar dem Erzbischof unterstellt werden. Die Pfarrkirchen sollten zwischen den Konfessionsparteien aufgeteilt werden. Den Katholiken verblieben die Allerheiligen-, Lorenz-, Nikolai- und Wigbertkirche sowie außerhalb der Mauern die Martini extra muros und die Neuwerkskirche. Die Protestanten erhielten mit der Andreas-, Kaufmanns-, Thomas- und Reglerkirche ebenfalls vier Pfarrkirchen innerhalb der Stadt. Die Klöster, soweit sie noch in Besitz der Orden waren, sollten diesen erhalten bleiben. Dieses betraf die vier Nonnenklöster, das Kartäuserkloster und das Schottenkloster mit Kirche. Predigerkloster, Augustinerkloster, Barfüßerkloster und Reglerkloster konnten ihre Gebäude erhalten, mussten aber die Kirchen den Protestanten überlassen. Die Stadt wurde so bikonfessionell und blieb es bis heute.